# David Ben Dayan
David „Dedi“ Ben Dayan (* 22. November 1978 in Holon) ist ein ehemaliger israelischer Fußballspieler.

## Karriere
Ben Dayan begann seine Karriere in den Jugendmannschaften von Hapoel Tel Aviv und Maccabi Tel Aviv. 1997 kam er in die erste Mannschaft von Maccabi. In seiner ersten Saison in der höchsten israelischen Spielklasse wurde der Abwehrspieler mit dem Verein Sechster. In der zweiten Saison wurde man Vizemeister. Nach einem sechsten Platz 1999/00 konnte man in der darauffolgenden Saison Platz vier erreichen und als Draufgabe wurde man Pokalsieger, indem man im Finale Maccabi Petah Tikva mit 3:0 besiegte. In der Saison 2001/02 konnte der Pokalsieg wiederholt werden und man wurde am Ende der Meisterschaft Dritter.
Nach der erfolgreichen Saison wechselte Ben Dayan 2002 zu Hapoel Petah Tikva, dem er bis zur Winterübertrittszeit 2002/03 treu blieb, danach wechselte er zu Hapoel Kfar Saba. Mit Kfar Saba, wo er neun Spiele absolvierte, stieg er aus der höchsten israelischen Spielklasse ab. Daraufhin wechselte er zu Hapoel Be’er Scheva. In der ersten Saison noch Vierter, wurde man in der Saison 2004/05 Letzter und Ben Dayan musste wiederum mit einem Verein absteigen.
Nun verließ er Israel und wechselte in die USA. Der Abwehrspieler unterschrieb bei den Colorado Rapids. In den Playoffs schaffte er es mit den Rapids in die Conference Finales, wo man gegen den späteren Meister Houston Dynamo 1:3 verlor.
2006 kam er wieder zurück in die Heimat und wechselte zu Maccabi Netanja. Bereits in der ersten Saison wurde man Zweiter hinter Beitar Jerusalem. Dieser Erfolg konnte 2007/08 wiederholt werden. Nach einem vierten Platz 2008/09 kehrte Ben Dayan zu seinem Stammklub Hapoel Tel Aviv zurück, dort spielte er in der Gruppenphase der neu geschaffenen UEFA Europa League gegen Celtic Glasgow, den Hamburger SV und SK Rapid Wien. Hapoel schaffte es in die Runde der besten 32. Ben Dayan kam in allen Spielen der Israelis zum Einsatz. In der Saison 2014/15 spielte er bei Maccabi Petach Tikwa in der Ligat ha’Al, der höchsten israelischen Spielklasse. 2015–17 spielte er beim Drittligisten Maccabi Sha’arayim, danach beendete er seine Karriere.
International spielte er 27 Mal für das israelische Nationalteam und erzielte einen Treffer (gegen die Moldau in der WM-Qualifikation zur WM 2010 in Südafrika).

## Erfolge
- Israelischer Pokalsieger: 2001, 2002
- Israelischer Meister: 2009/10